# All in the Same Boat
All in the Same Boat è un cortometraggio muto del 1915 scritto, prodotto e diretto da Al Christie.

## Produzione
Il film - un cortometraggio a una bobina - fu prodotto dalla Nestor Film Company.

## Distribuzione
Distribuito dall'Universal Film Manufacturing Company, il film uscì nelle sale cinematografiche USA il 16 aprile 1915.